# One Dollar Bid
One Dollar Bid è un film muto del 1918 diretto da Ernest C. Warde. Tratto dal romanzo Toby di Credo Fitch Harris, il film è interpretato da J. Warren Kerrigan e Lois Wilson.
Tra gli altri protagonisti, anche l'attrice Leatrice Joy mentre, in un ruolo di comparsa, compare il nome di John Gilbert che, in seguito, sarebbe diventato una delle più grandi star hollywoodiane. Leatrice Joy e Gilbert si sarebbero sposati nel 1922 divorziando poi nel 1925.

## Trama
Toby è un giovane che vive da solo in una fatiscente baracca tra le colline del Kentucky, bevendo e intagliando giocattoli per i bambini della zona. Gli abitanti non vedono di buon occhio quello straniero misterioso e, temendone l'influenza, ricorrono a una vecchia legge per condannarlo a essere ridotto in servitù per un anno. Virginia Dare, inorridita da quei sistemi, paga un dollaro per Toby e lo porta via con sé, alla piantagione di tabacco di suo zio Poindexter.
Il lavoro e l'amore di Virginia contribuiscono a fare di Toby una persona nuova. Un giorno, un suo vecchio amico, Dink Wallerby, gli chiede di prendersi cura di Nellie, la sua bambina malata mentre lui è via. Dink, alla ricerca delle medicine per la piccola, aggredisce un esattore che lo vorrebbe arrestare e lo uccide usando il coltello di Toby. Questi viene arrestato ma Dink poi lo scagiona.
Si scopre che Toby, prima di andare a vivere come un vagabondo, era stato un avvocato. Ripresi i suoi panni, Toby difende l'amico in tribunale. Un giudice, giunto in città, riconosce in quel giovane il proprio figlio. La vita torna a sorridere a Toby che ora, ridiventato un uomo rispettabile, può chiedere la mano di Virginia.

## Produzione
Il film fu prodotto dalla Paralta Plays Inc. con il titolo di lavorazione Toby, stesso titolo del soggetto originale, il romanzo di Credo Fitch Harris pubblicato a Boston nel 1912.

## Distribuzione
Distribuito dalla W.W. Hodkinson, uscì nelle sale cinematografiche USA il 24 giugno 1918.